# Statistiques et records du Mouloudia Club d'Alger
 (décembre 2022).
- Si vous ne connaissez pas le sujet, laissez ce bandeau (vous pouvez alors contacter les auteurs).
- Si vous supprimez le contenu mis en cause (vous pouvez préalablement contacter les auteurs),

argumentez précisément cette suppression dans la page de discussion
(un manque de référence n'est pas un argument ; une recherche réelle de référence doit avoir été effectuée, être formellement documentée).
 (mai 2015).
Si vous disposez d'ouvrages ou d'articles de référence ou si vous connaissez des sites web de qualité traitant du thème abordé ici, merci de compléter l'article en donnant les références utiles à sa vérifiabilité et en les liant à la section « Notes et références ».
Cet article détaille les statistiques et les records du MC Alger.

## Statistiques

### Statistiques et records
mise à jour: 07/04/2018
| Après l'indépendance         |         |        |      |      |     |     |      |      |       |
| Ligue 1                      | 51      | 7      | 1478 | 587  | 468 | 426 | 1891 | 1488 | +403  |
| Ligue 2                      | 5       | -      | 128  | 79   | 36  | 13  | 246  | 85   | +161  |
| Période coloniale            |         |        |      |      |     |     |      |      |       |
| Division 1                   | 20      | 2      | 391  | 175  | 122 | 94  | 592  | 430  | +162  |
| Division 2                   | 5       | -      | 94   | 39   | 23  | 33  | 155  | 147  | +8    |
| Division 3                   | 4       | -      | 52   | 34   | 11  | 7   | 118  | 56   | +62   |
| Division 4                   | 2       | -      | 27   | 20   | 4   | 3   | 55   | 15   | +40   |
| Division 5                   | 2       | -      | 18   | 9    | 5   | 4   | 27   | 18   | +9    |
| Total                        | 89      | 9      | 2188 | 942  | 669 | 580 | 3083 | 2240 | +843  |
| Coupes                       | Saisons | Titres | J    | G    | N   | P   | Bp   | Bc   | Diff  |
| Après l'indépendance         |         |        |      |      |     |     |      |      |       |
| Coupe d'Algérie              | 54      | 8      | 194  | 186  | 32  | 34  | 354  | 144  | +210  |
| Coupe de la Ligue            | 5       | 1      | 27   | 15   | 8   | 4   | 35   | 17   | +18   |
| Supercoupe                   | 4       | 3      | 4    | 3    | 0   | 1   | 7    | 3    | +4    |
| Période coloniale            |         |        |      |      |     |     |      |      |       |
| Coupe départementale         | 16      | 2      | 47   | 32   | 2   | 13  | 108  | 46   | +62   |
| Total                        | 79      | 14     | 272  | 178  | 42  | 52  | 504  | 207  | +294  |
| International                | Saisons | Titres | J    | G    | N   | P   | Bp   | Bc   | Diff  |
| Après l'indépendance         |         |        |      |      |     |     |      |      |       |
| Compétitions africaines      | 12      | 1      | 66   | 30   | 11  | 25  | 106  | 86   | +20   |
| Compétitions arabes          | 4       | -      | 22   | 11   | 5   | 6   | 29   | 27   | +2    |
| Compétitions maghrébines     | 6       | 2      | 13   | 6    | 4   | 3   | 15   | 10   | +5    |
| Période coloniale            |         |        |      |      |     |     |      |      |       |
| Compétitions nord africaines | 7       | -      | 16   | 7    | 2   | 7   | 24   | 19   | +5    |
| Total                        | 29      | 3      | 117  | 54   | 22  | 41  | 174  | 142  | +32   |
| Total Général                | 89      | 26     | 2577 | 1175 | 733 | 673 | 3761 | 2589 | +1169 |

## Records des joueurs

### Records de l'histoire du club
| Record                                                       | Joueur                             | Record   | Saison(s)    |
| ------------------------------------------------------------ | ---------------------------------- | -------- | ------------ |
| Meilleur buteur en toute compétition officielle              | Abdesslem Bousri                   | 164 buts | 1972-1987    |
| Meilleur buteur en D1                                        | Abdesslem Bousri                   | 135 buts | 1972-1987    |
| Meilleur buteur en coupe d'Algérie                           | Hassen Tahir                       | 18 buts  | 1967-1973    |
| Meilleur buteur en coupes d'Afrique                          | Hichem Nekkache                    | 11 buts  | 2016-        |
| Meilleur buteur en coupes maghrébines                        | Hassen Tahir                       | 3 buts   | 1967-1973    |
| Meilleur buteur en coupes arabes                             | Karim Braham Chaouch               | 6 buts   | 2001-2006    |
| Meilleur buteur en une saison toutes compétitions confondues | Noureddine Daham                   | 24 buts  | 1982-1983    |
| Meilleur buteur en D1                                        | Nasser Bouiche et Abdesslem Bousri | 19 buts  | 1980 et 1983 |
| Meilleur buteur en coupe d'Afrique                           | Abdesslem Bousri                   | 5 buts   | 1975-1976    |
| Matches disputés en compétition officielle                   | Abdelwahab Zenir                   |          | 1968-1984    |
| Matches disputés en D1                                       |                                    |          |              |
| Matches disputés en coupe d'Afrique                          | Ali Bencheikh                      | 28       | 1973-1988    |
| Transfert record (vente)                                     |                                    |          |              |
| Transfert record (achat)                                     |                                    |          |              |

### Autres records
- Abdesslem Bousri, le meilleur buteur du club, a remporté 5 fois le titre de meilleur buteur du championnat.
- Ali Bencheikh a remporté le Ballon d'argent et le Ballon de bronze africain en 1978 et 1976

## Records du club

### Premières du club
- Premier match officiel et la plus large défaite dans l'histoire du club : Elan de Bab El Oued 8-0 MCA, le 15 octobre 1921
- Premier match de Championnat d’Algérie vs JSI Issers 1-10 MCA, le 7 octobre 1962
- Premier but de Championnat d’Algérie   JSI Issers vs MCA (Azef), le 7 octobre 1962
- La plus large victoire dans l'histoire du club en Championnat d’Algérie : JSI Issers 1-10 MCA, le 7 octobre 1962
- 1er but en D1 : MCA 1-1 ES Setif (Oucif), le 4 octobre 1964
- Premier match de Coupe d'Algérie – vs US Bouzereah
- 100e but en D1 : MCA 2-2 USM Bel-Abbès (Maloufi), le 20 septembre 1970
- Premier match de Coupe du Maghreb des vainqueurs de coupe - vs Espérance sportive de Tunis
- Premier match de Coupe du Maghreb des clubs champions - vs Espérance sportive de Tunis
- Premier match de Ligue des champions de la CAF – vs Alahly Benghazi SC
- 500e but en D1 : ES Setif 1-1 MCA signé Abdesslem Bousri, le 13 octobre 1978
- Premier match de Coupe d'Afrique des vainqueurs de coupe de football – vs Racing Club de Bobo
- 1000e but en D1 : MCA 3-1 JS Bordj Menail signé Tarek Lazizi, le 31 octobre 1994
- 'Premier match de Ligue des champions arabes - vs ES Sahel
- Premier match de Coupe de la confédération - vs Kwara United
- Premier match de Coupe nord-africaine des clubs champions - vs Alahly Benghazi SC

### Autres records
- Seul club algérien à avoir remporté le titre de champion du département d'Alger et du la coupe Farconi en période coloniale.
- Record de victoires de la coupe d'Algérie (8).
- Record de victoires de la Supercoupe d'Algérie (3).
- Record de victoires de la Coupe du Maghreb des vainqueurs de coupe (2).
- Seul club algérien à réaliser un triplé historique (championnat, coupe, ligue des champions d'Afrique) en | 1975-1976
- 1er club algérien à gagner une coupe d'Afrique en 1976.
- Seul club arabe à avoir participé au Trophée Santiago Bernabéu (1977).

### Matches et saisons records
| Victoires \| - Championnat d'Algérie de football - JSI Issers : 10-1 - Coupe d'Algérie de football - IRB Ain Dheb : 9-0 - Coupe de la Ligue d'Algérie de football - USM El Harrach : 4-0 - Supercoupe d'Algérie de football - ES Setif : 4-0 - Ligue des champions de la CAF - AS Otôho : 9-0 - Coupe de la confédération - Young Africans FC : 4-0 - Coupe du Maghreb des vainqueurs de coupe - Espérance sportive de Tunis et Hamra Annaba : 3-0 - Ligue des champions arabes - Al Zawra Bagdad : 3-0 \| |
| - Championnat d'Algérie de football - JSI Issers : 10-1 - Coupe d'Algérie de football - IRB Ain Dheb : 9-0 - Coupe de la Ligue d'Algérie de football - USM El Harrach : 4-0 - Supercoupe d'Algérie de football - ES Setif : 4-0 - Ligue des champions de la CAF - AS Otôho : 9-0 - Coupe de la confédération - Young Africans FC : 4-0 - Coupe du Maghreb des vainqueurs de coupe - Espérance sportive de Tunis et Hamra Annaba : 3-0 - Ligue des champions arabes - Al Zawra Bagdad : 3-0                 |

| - championnat de la F.S.I.N.A - GS la Redoute : 0-10 - Championnat d'Algérie de football - WA Tlemcen : 1-8 - Coupe d'Algérie de football - MO Constantine : 1-7 - Coupe de la Ligue d'Algérie de football - JSM Béjaia : 0-5 - Ligue des champions de la CAF - Jeanne d'Arc : 1-5 - Coupe du Maghreb des vainqueurs de coupe - ES Sahel : 1-4 - Ligue des champions arabes - ENPPI Club : 1-3 |

| - Le plus de points en une saison de Division I : 73/90 en Championnat d'Algérie de football 1975-1976 - Le moins de points en une saison de Division I : 32/90 en Championnat d'Algérie de football 1964-1965 - Victoires en une saison de Division I Le plus: 18/30 en Championnat d'Algérie de football 1975-1976 Le moins: 7/30 en Championnat d'Algérie de football 2001-2002 - Défaites en une saison de Division I Le plus: 14/30 en Championnat d'Algérie de football 1964-1965 Le moins: 2/27 en Championnat d'Algérie de football 1998-1999 - Matchs nuls en une saison de Division I Le plus: 17 en Championnat d'Algérie de football 1984-1985 Le moins: 2 en Championnat d'Algérie de football 1968-1969 |

| - Buts marqués en une saison de Division I Le plus: 63 en Championnat d'Algérie de football 1962-1963 et 1975-1976 Le moins: 8/14 match en Championnat d'Algérie de football 1997-1998 et 26/30 Match en Championnat d'Algérie de football 1988-1989 - Buts encaissés en une saison de Division I Le plus: 48 Championnat d'Algérie de football 1976-1977 Le moins: 11/14 match en Championnat d'Algérie de football 1997-1998 et 15/30 Match en Championnat d'Algérie de football 1962-1963 - Différence de buts en une saison de Division I La meilleure: +48 en Championnat d'Algérie de football 1962-1963 La pire: -9 Championnat d'Algérie de football 2000-2001 |